# Liturgické mezidobí
Liturgické mezidobí (latinsky Tempus per annum) je v liturgickém kalendáři římskokatolické církve liturgické období mezi vánočním a velikonočním okruhem.
Do 8. století se ve starých sakramentářích počítaly neděle mimo velikonoční a vánoční okruh podle některého významného svátku. (Dva týdny po Svatém Duchu, 7 týdnů po sv. Petru a Pavlu, 5 týdnů po sv. Vavřinci, 9 týdnů po archandělu Michaelovi atd.). Ve franckých liturgických knihách 8. století se objevuje počítání nedělí po Svatém Duchu. Tridentský koncil jednoznačně stanovil dvojí období liturgického mezidobí určené číslovanými nedělemi po Zjevení Páně a nedělemi po Svatém Duchu.
Liturgická reforma po druhém vatikánském koncilu určila počítání nedělí v mezidobí takto: od prvního týdne po svátku Křtu Páně následuje 2. neděle v mezidobí. Předposlední číslovaná neděle je 33. neděle v mezidobí. Poslední nedělí (34.) liturgického mezidobí je slavnost Ježíše Krista Krále a následuje 34. týden – poslední v mezidobí). Další neděle je 1. adventní jako začátek nového liturgického roku.
Takto stanovené liturgické mezidobí je přerušeno pohyblivým začátkem postní doby a opět navazuje týdnem po Seslání Ducha svatého.
Ke dnům liturgického mezidobí patří vedle nedělí a všedních dnů také čtyři pohyblivé slavnosti Páně:
- slavnost Nejsvětější Trojice – neděle po Seslání Ducha svatého
- slavnost Těla a Krve Páně – čtvrtek po 2. neděli po Seslání Ducha svatého
- slavnost Nejsvětějšího Srdce Ježíšova – pátek po 3. neděli po Seslání Ducha svatého
- slavnost Ježíše Krista Krále – 34. neděle v mezidobí

Liturgické mezidobí spolu s vánočním a velikonočním okruhem tvoří tzv. temporál.
Další slavnosti, svátky a památky podle liturgického kalendáře daného území diecézí nebo v řádové komunitě jsou součástí tzv. sanctorálu.